# Relentless (Yngwie Malmsteen)
Relentless è il quindicesimo album del chitarrista heavy metal Yngwie Malmsteen, pubblicato il 23 novembre 2010.

## Tracce
1. Overture
2. Critical Mass
3. Shot Across The Bow
4. Look At You Now
5. Relentless
6. Enemy Within
7. Knight Of The Vasa Order
8. Caged Animal
9. Into Valhalla
10. Tide Of Desire
11. Adagio B Flat Minor Variation
12. Axe To Grind
13. Blinded
14. Cross To Bear
15. Arpeggios From Hell (Bonus Track)

## Formazione
- Yngwie J. Malmsteen - chitarra, basso, tastiere aggiuntive, cori
- Tim "Ripper" Owens - voce
- Nick Marino "Marinovic" - tastiere
- Partrick Johansson - batteria